# Championnat d'Ouzbékistan féminin de volley-ball
Le Championnat d'Ouzbékistan de volley-ball féminin est une compétition de volley-ball organisée par la Fédération d'Ouzbékistan de volley-ball (O'zbekiston Voleybol Federatsiyasi, UVF). Il a été créé en 1992.

## Palmarès
| Année | Champion               | Finaliste           | Troisième           |
| ----- | ---------------------- | ------------------- | ------------------- |
| 1993  | SKIF Tachkent          |                     |                     |
| 1994  | SKIF Tachkent          |                     |                     |
| 1995  | SKIF Tachkent          |                     |                     |
| 1996  | SKIF Tachkent          |                     |                     |
| 1997  | SKIF Tachkent          |                     |                     |
| 1998  | SKIF Tachkent          |                     |                     |
| 1999  | SKIF Tachkent          |                     |                     |
| 2000  | SKIF Tachkent          |                     |                     |
| 2001  | SKIF Tachkent          |                     |                     |
| 2002  | SKIF Tachkent          |                     |                     |
| 2003  |                        |                     |                     |
| 2004  | Yog'-Moy Ferghana      |                     |                     |
| 2005  | To'maris-SKIF Tachkent |                     |                     |
| 2006  | To'maris-SKIF Tachkent |                     |                     |
| 2007  | SKIF Tachkent          |                     |                     |
| 2008  | SKIF Tachkent          |                     |                     |
| 2009  | SKIF Tachkent          |                     |                     |
| 2010  | SKIF Tachkent          |                     |                     |
| 2011  | SKIF Tachkent          |                     |                     |
| 2012  | SKIF Tachkent          |                     |                     |
| 2013  | SKIF Tachkent          |                     |                     |
| 2014  | SKIF Tachkent          | Nukus ped.instituti | Buqrot Andijan      |
| 2015  | SKIF Tachkent          | Nukus ped.instituti | Olimp Andijonkollej |
| 2016  | SKIF Tachkent          | Nukus ped.instituti | SKIF-2 Tachkent     |
| 2017  | Nukus ped.instituti    | Navoi Olimp         | Xorazm viloyati     |
| 2018  | SKIF Tchirtchik        | Nukus ped.instituti | Andijan             |
| 2019  | Nukus ped.instituti    | SKIF Tachkent       | Namangan            |